# Thoman Burgkmair
Thoman (Thomas) Burgkmair (* um 1444 in Augsburg; † 1523 ebenda) war ein Maler des ausgehenden Mittelalters in Augsburg. Er war als Maler dort in den Zunftbüchern der Augsburger Malergilde verzeichnet. Er ist der Vater von Hans Burgkmair dem Älteren.
Thoman Burgkmair sind einige wenige Bilder am Ausgang der Gotik und Beginn der Renaissance zugeordnet, von denen einige öfters als Quelle zum Verständnis dieser Epoche in Augsburg oder darüber hinaus zitiert werden.

## Bedeutung für die Augsburger Malerei und ihre Malerzunft

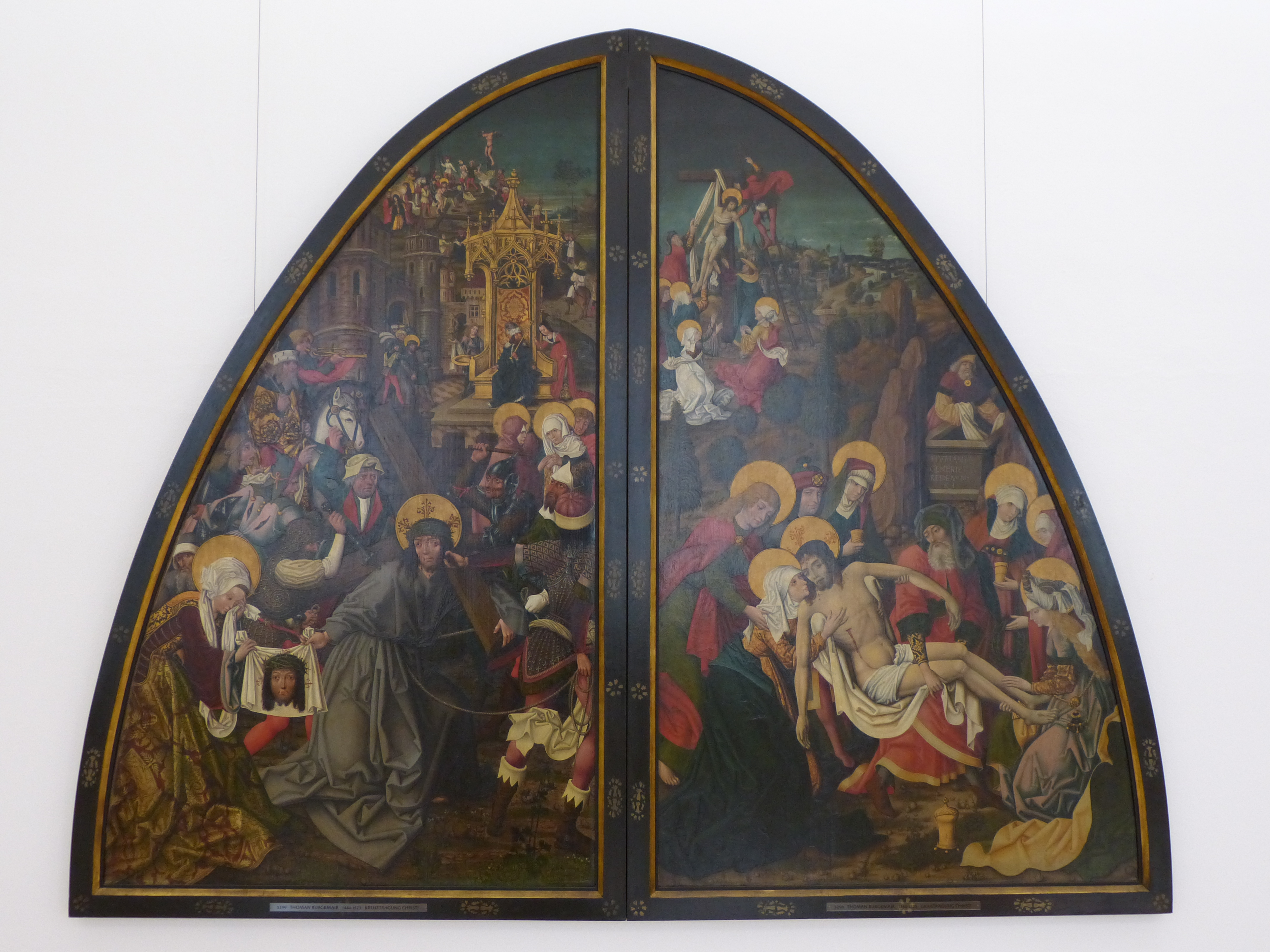
Thomas Burgkmair: Kreuztragung Christi

Nach seiner Heirat mit der Tochter eines Augsburger Bildhauers im Jahr 1469 wird Thoman Burgkmair  Mitglied der Zunft der Augsburger Maler, der auch die Bildschnitzer, Glaser und Goldschläger angeschlossen waren. Er war es wohl, der das erste Augsburger Malerbuch, das die Namen der um 1470 in der Stadt lebenden Künstler festhält, „schön schreibt“. Das Buch befindet sich heute im Stadtarchiv Augsburg.
Thomas Burgkmair wird von einigen Kunsthistorikern zusammen mit dem Meister der Ilsung-Madonna und dem Meister von 1477 zu den wichtigsten und prägenden Malern der Augsburger Spätgotik gezählt. Auch wenn andere im Vergleich zu seinem Sohn Hans in Thomas Burgkmair selbst nur einen „durchschnittlichen Künstler“ erkennen, so wird doch allgemein sein Einfluss und seine geachtete Rolle in der Augsburger Malerzunft anerkannt.

## Vater des Hans Burgkmair
Thoman Burgkmair  ist der Vater von Hans Burgkmair dem Älteren (* 1473), der ebenfalls als Maler, Zeichner und Holzschneider zu Beginn des 16. Jahrhunderts in Augsburg tätig war und als wichtigster Augsburger Künstler zwischen Spätgotik und Renaissance bekannt ist. Wahrscheinlich war Hans zuerst bei seinem Vater in der Lehre.

## Werke (Auswahl der zugeschriebenen Gemälde)
Wie fast alle anderen Künstler seiner Epoche hat Thoman Burgkmair seine Werke nicht signiert. Eine Zuschreibung ist deshalb schwierig und teilweise umstritten. Vor allem seine Porträtbilder sind eine sichtbare Quelle zum Verständnis seiner Epoche in Augsburg oder auch der Verhältnisse in der Familie der Fugger.
- Religiöse Gemälde
  - Die Gregorsmesse. Inv.-Nr. Deutsches Historisches Museum (DHM) Gm 93/77[11] 
  - Dominikanerlegende: Die Beisetzung des heiligen Dominikus in der Klosterkirche von Bologna[12]
  - Maria Magdalena erscheint vor dem Bischof Maximin[13]
- Porträts
  - Bildnis des Predigers Johannes Capistran. Nationalgalerie Prag[14] 
  - Kaiser Friedrich III. (1415-1493), Malerei auf Fichtenholz, (verloren, war wahrscheinlich Vorlage des Bildes von Hans Burgkmair d. Ä. (1473–1531))
  - Kaiserin Leonora Augusta von Portugal[15]